# Gek (schoorsteen)

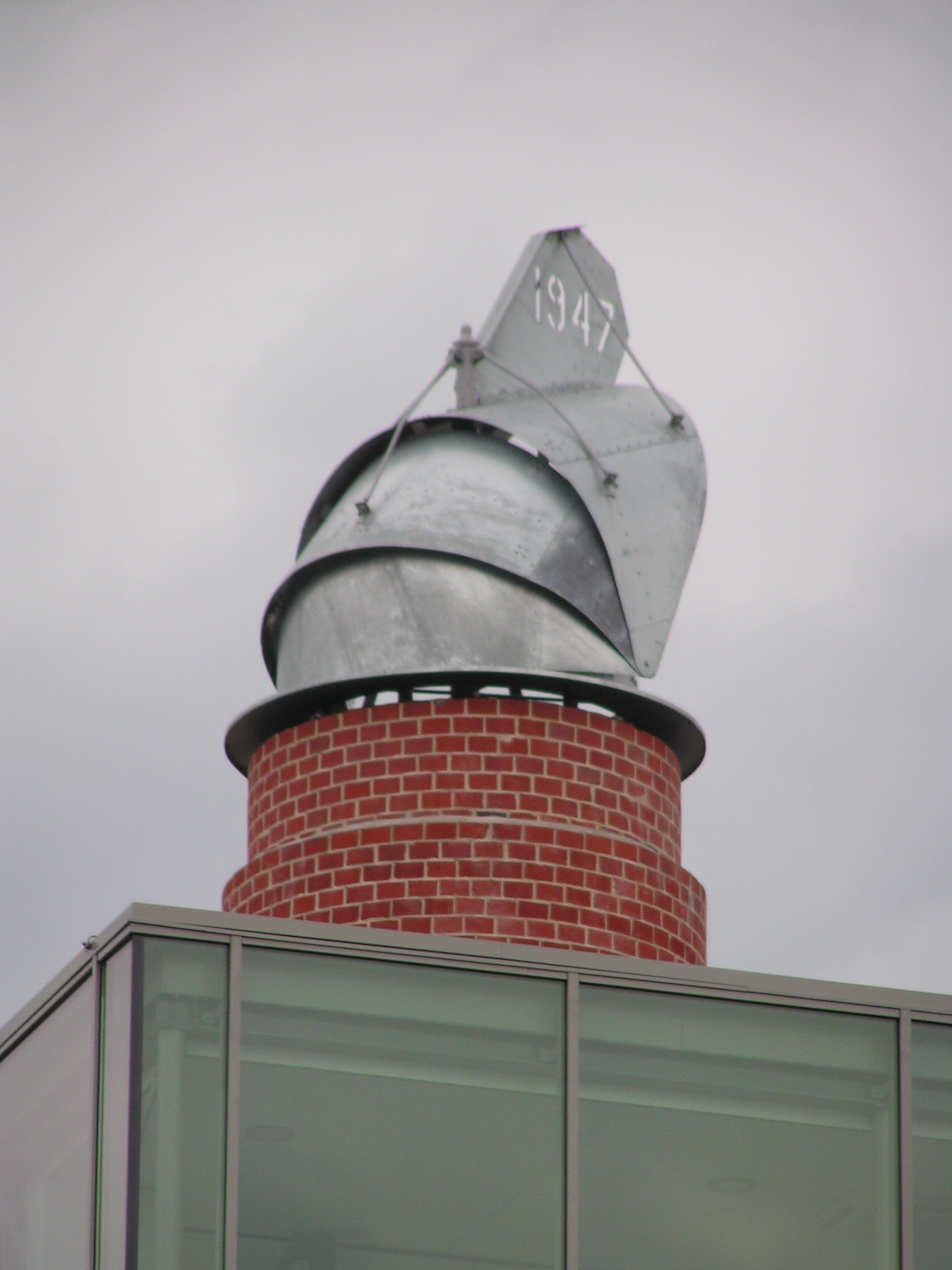
Gek op de Moutfabriek in Roermond.

Een gek is een draaibare kap op een schoorsteen, door middel van een windvaan op de kap richt deze zich op de wind, en wel zodanig dat de rook aan de open kant ongehinderd kan verdwijnen.
De gek wordt vooral toegepast waar de schoorsteen direct van een vuur afkomt. Bij de moderne cv-installaties treft men hem dan ook niet meer aan.
De naam is een verwijzing naar het gedrag van het ding, dat als een gek in de rondte draait bij variërende windrichtingen.